# Champaign-Urbana Sessions
De Champaign-Urbana Sessions is een registratie van studiosessies van de Britse groep King Crimson.
King Crimson zou King Crimson niet zijn als er na een aantal succesvolle albums probleemloos een volgend album zou komen. Na Discipline en Beat en de daaropvolgende tournee ging men monter de studio in voor een opvolger. Het feit dat King Crimson in onderstaande bezetting geen echte leider kent en problemen met betrekking tot de royalty's houden de opnamen voor het volgend album op. De verdeling van royalty's was altijd gelijk tussen de vier muzikanten. Belew oppert echter dat aangezien hij het merendeel componeert hij ook meer royalty's zou moeten ontvangen.

Kortom het blijft stil totdat in maart 1984 Three of a Perfect Pair uitkomt.

De CUS zijn de opnamen, die vlak na de succesvolle tournee zijn gemaakt in C.V. Lloyd Music studios te Champaign-Urbana (Illinois).

## Musici
- Robert Fripp, Adrian Belew – gitaar;
- Tony Levin - basgitaar en Chapman Stick;
- Bill Bruford – drums.

## Demo’s
1. San Francisco;
2. Tony bass riff;
3. Sequenced;
4. Steinberger melody;
5. Fragmented;
6. Not one of those;
7. ZZZZ’s;
8. Reel 3 jam;
9. Robert and Bill;
10. Say NO;
11. Robert’s ballad;
12. Heat in the Jungle;
13. Grace Jones;
14. Adrian looped.

## Trivia
- Vreemd genoeg overkomt de band later precies hetzelfde; de Nashville Rehearsals leverden ook geen studioalbum op;
- Fragmented is zo te horen de enige compositie die wordt gebruikt bij het volgend album.

Jaren 60: mei, juni 1969; Marquee Londen · 5 juli 1969; Hyde Park Londen · 21/22 november 1969; San Francisco
Jaren 70: 11 mei 1971; Plymouth · 10 augustus 1971; Marquee Londen · 16 oktober 1971; Brighton · 13 december 1971; Detroit · 26 februari 1972: Jacksonville · 27 februari 1972;Orlando · 12 maart 1972; Denver radio · 13 maart 1972; Denver live · 27 maart 1972; Boston · 13 oktober 1972; Frankfurt am Main · 17 oktober 1972; Bremen · 13 november 1972; Guildford · 15 november 1973; Zürich · 29 maart 1974; Heidelberg · 30 maart 1974; Mainz · 1 april 1974: Kassel · 24 juni 1974, Toronto· 1 juli 1974, New York
Jaren 80: 30 april 1981; Bath · 30 juli 1982; Philadelphia · 2 augustus 1982; New York · 13 augustus 1982; Berkeley · 25 augustus 1982; Cap D’Agde · 29 september 1982; München · 17-30 januari 1983; studiowerk · mei-november 1983
Jaren 90: VROOOM sessies;april/mei 1994; studio · 1 juli 1995; Wiltern · 20-25 november 1995; Broadway · 29 november 1995; Chicago · 26 augustus 1996; 2e maal Philadelphia · mei 1997; Nashville studio · 1-4 december 1997 (P1) · 4 juni 1998; Chicago (P2) · 1 juli 1998; Northampton (P2) · 1 november 1998; San Francisco (P4) · 25 maart 1999; Austin (P3)
Jaren vanaf 2000: 11 juni 2000; Warschau · 9/10 november 2001; Nashville live · 3 maart 2003: Alexandria (P3) · april 2003 · najaar 2003; Japan · 20 juni 2003; Milaan · 16 november 2003; New Haven ·  28 juni 2017; Chicago